# El Aguacate, Hueyapan de Ocampo
El Aguacate är en ort i Mexiko.   Den ligger i kommunen Hueyapan de Ocampo och delstaten Veracruz, i den sydöstra delen av landet, 500 km öster om huvudstaden Mexico City. El Aguacate ligger 446 meter över havet och antalet invånare är 2 030.
Terrängen runt El Aguacate är huvudsakligen kuperad, men den allra närmaste omgivningen är platt. Terrängen runt El Aguacate sluttar söderut. Runt El Aguacate är det ganska tätbefolkat, med 54 invånare per kvadratkilometer. Närmaste större samhälle är Mecayapan, 14,2 km öster om El Aguacate. Omgivningarna runt El Aguacate är en mosaik av jordbruksmark och naturlig växtlighet.